# Lekkoatletyka na Letnich Igrzyskach Paraolimpijskich 2004 – bieg na 200 metrów kl. T42 mężczyzn
W biegu na 200 metrów kl. T42 (zawodnicy z amputowanymi kończynami) mężczyzn podczas Letnich Igrzysk Paraolimpijskich 2004 rywalizowało ze sobą 7 zawodników.

## Wyniki

### Finał
| Poz. | Zawodnik        | Narodowość | Rezultat | Uwagi |
| ---- | --------------- | ---------- | -------- | ----- |
| 1    | Wojtek Czyz     | Niemcy     | 26.18    | WR    |
| 2    | Clavel Kayitare | Francja    | 26.64    |       |
| 3    | Heinrich Popow  | Niemcy     | 27.10    |       |
| 4    | Michael Haraem  | Niemcy     | 27.10    |       |
| 5    | Kenji Kotani    | Japonia    | 27.59    |       |
| 6    | Stefano Lippi   | Włochy     | 28.10    |       |
| 7    | Andrij Danylov  | Ukraina    | 28.23    |       |